# Martin Agricola
Martin Agricola (6. siječnja 1486. – 10. lipnja 1556.) bio je njemački glazbeni teoretičar, učitelj i skladatelj.

## Životopis
Rođen je kao Martin Sore u Schwiebusu (danas Świebodzin, Poljska). Od 1520. djelovao je u Magdeburgu kao učitelj glazbe na protestantskoj školi. Kao učitelj htio je doprijeti do što većeg broja ljudi. Zbog toga svoje rane traktate piše na njemačkom, a ne latinskom jeziku, koji je u to doba bio uobičajen za takvu vrstu tekstova. Prevođenjem pojmova s latinskog na njemački pridonio je uspostavi njemačke glazbene terminologije. Njegov najpopularniji traktat „Musica instrumentalis deudsch“ iz 1529. doživio je niz pretisaka (1530., 1532. i 1542.), a 1545. izlazi u revidiranom izdanju. U tom traktatu Agricola donosi opise glazbala, daje upute za sviranje te opisuje novi sustav notacije s ishodištem u tabulaturama za glazbala s tipkama, a koji se može primijeniti na sva glazbala. Većinu njegovih traktata tiskao je njegov prijatelj, wittenberški senator i tiskar, Georg Rhau. Skladao je veći broj djela od kojih većina ima didaktičku funkciju. Agricola je prvi skladatelj koji je napisao četveroglasnu harmonizaciju korala Martina Luthera „Ein feste Burg“.

## Djela (traktati)
- Ein kurtz deudsche Musica, Wittenberg, 1528.
- Musica instrumentalis deudsch, Wittenberg, 1529.
- Musica figuralis deudsch, Wittenberg, 1532.
- Scholia in musicam planam Venceslai Philomatis, Wittenberg, 1534.
- Rudimenta musices, Wittenberg, 1539.
- Quaestiones vulgatiores in musicum, Magdeburg, 1543.
- Musicae ex prioribus editis musicis excerpta, Magdeburg, 1547.
- „Duo libri musices“, predgovor u: Instrumentische Gesenge, Wittenberg, 1561.

## Vanjske poveznice
- International Music Score Library Project: Martin Agricola (skladbe) (engl.)
- Allmusic.com – Martin Agricola (engl.)